# 森山恵佑
森山 恵佑（もりやま けいすけ、1994年5月2日 - ）は、富山県黒部市出身の元プロ野球選手（外野手）。左投左打。

## 経歴

### プロ入り前
黒部市立荻生小学校5年から荻生ジャガースで野球を始める。黒部市立桜井中学校時代は、軟式野球部に所属した。
中学3年時に星稜高校と母体を同じとする星稜中学校と練習試合をし、投手として先発、ノーヒットノーランを達成した。これが契機となって星稜高等学校に進んだが、これがなければ地元・富山の公立高校に進んでいたという。
星稜高校では1年春からベンチ入りをする。高校1年時には大谷翔平と練習試合で4番打者として対戦し4打数4三振と完璧に封じられたという。2年夏の石川県大会準決勝では、金沢高等学校と対戦し、釜田佳直からホームランを放つ。2年秋から背番号を1にし、エースとなる。3年春には石川県大会で優勝し、北信越大会への進出を経験した。3年夏は石川県大会決勝で遊学館高等学校に敗れ、準優勝に終わった。甲子園出場はなし。高校時代は最速144キロのスリークォーター左腕として活躍した。星稜高校の1学年上に西川健太郎がいる。
高校1年時からプロ野球スカウト陣に注目されていたが、「今のレベルでは通用しない」と専修大学に進学、東都大学野球連盟加盟の専大硬式野球部に入部した。投手として入部したが、1年秋のリーグ戦が終わった後に野手に転向した。2年春は2部ながら打率.297をマークする。2年秋にはリーグ2位の打率.341をマークし、チームの2部優勝に貢献した。1部と2部の入替戦では青山学院大学と対戦し、3試合目に無死満塁から押し出し四球を選ぶなど3試合で12打数2安打1打点、チームの1部昇格に貢献した。1部通算50試合183打数50安打23打点、4本塁打、打率.273。
3年秋の新チーム始動時は主将の指名を受ける。4年時は背番号1の主将を務めた。4年春の日大戦で神宮球場のバックスクリーンを越える推定135メートルの特大中越えソロホームランを放ち、視察した7球団のスカウトに実力をアピールした。この春は満票で自身初のベストナインに外野手部門で選ばれた。また4年秋はチームは最下位の6位に沈むが、国士舘大学との入替戦に勝ち、チームの1部残留を決める。1回戦では7回表に2ランホームランを放つなど、チームの1部残留に貢献した。東都大学野球1部では通算4本塁打を放った。
2016年のNPBプロ野球ドラフト会議で、北海道日本ハムファイターズから4巡目で指名。契約金4,500万円、年俸840万円（金額は推定）という条件で入団した。背番号は44。

### 日本ハム時代
2017年には、レギュラーシーズン開幕直後の4月11日の対福岡ソフトバンクホークス戦（札幌ドーム）で代打として一軍公式戦にデビュー。翌12日の同カードでは、「8番･左翼手」としてスタメンに起用された。7月13日のフレッシュオールスターゲーム（静岡県草薙総合運動場硬式野球場）ではイースタン・リーグ選抜の4番打者としてフル出場を果たした。一軍公式戦全体では、5試合の出場で11打数ノーヒット9三振に終わった。イースタン・リーグ公式戦には、99試合の出場で規定打席に到達。さらに、18本塁打を放った末に、新人ながら本塁打王のタイトルを獲得した。
2018年には、イースタン・リーグ公式戦95試合に出場したほか、2年連続でリーグの規定打席に到達。打率は.247と前年（.237）より上昇したものの、本塁打数が9本に半減したほか、一軍公式戦への出場機会はなかった。
2019年には、イースタン・リーグ公式戦84試合に出場。しかし、7本塁打、打率.199と不振で、規定打席に到達できなかった。結局、一軍公式戦への出場機会はないまま、10月1日に球団から戦力外通告を受けた。通告の直後には現役からの引退を検討したものの、11月9日には12球団合同トライアウト（大阪シティ信金スタジアム）へ参加。独立リーグに所属する複数の球団から入団を打診されたものの、希望していたNPB他球団から獲得のオファーを受けるまでには至らず、現役引退の道を選んだ。12月2日付で、NPBから自由契約選手として公示された。

### 現役引退後
日本ハム時代のチームメイトで、自身と同時に戦力外通告を受けた森本龍弥への相談がきっかけで、2020年4月から森本と共に「日本営業大学」（アスリートのセカンドキャリアの支援を目的に設立された一般社団法人）へ1期生として在籍。卒業後の2021年1月1日付で日本ハムへ職員として復帰すると、チーム管理部のチーム管理グループに配属された。2022年1月1日付で、チーム管理部内での担当を一軍サブマネジャーに変更。

## 選手としての特徴・人物
力まずに遠くへ飛ばせる天性の長距離砲。星稜高校時代は松井秀喜の在学時に設置された右翼ポールから左中間にかけての高さ10メートルの「松井ネット」を越す当たりを放ち、専修大学ではグラウンドの右中間後方に設置された夜間照明塔のライトに打球をぶつけた。
長打力が武器で、左打ちだという点は松井と共通し、イメージが重なるため「ゴジラ2世」と呼ばれる。

## 詳細情報

### 年度別打撃成績
| 年 度     | 球 団     | 試 合 | 打 席 | 打 数 | 得 点 | 安 打 | 二 塁 打 | 三 塁 打 | 本 塁 打 | 塁 打 | 打 点 | 盗 塁 | 盗 塁 死 | 犠 打 | 犠 飛 | 四 球 | 敬 遠 | 死 球 | 三 振 | 併 殺 打 | 打 率 | 出 塁 率 | 長 打 率 | O P S |
| --------- | --------- | ----- | ----- | ----- | ----- | ----- | -------- | -------- | -------- | ----- | ----- | ----- | -------- | ----- | ----- | ----- | ----- | ----- | ----- | -------- | ----- | -------- | -------- | ----- |
| 2017      | 日本ハム  | 5     | 12    | 11    | 0     | 0     | 0        | 0        | 0        | 0     | 0     | 0     | 0        | 0     | 0     | 1     | 0     | 0     | 9     | 0        | .000  | .083     | .000     | .083  |
| 通算：1年 | 通算：1年 | 5     | 12    | 11    | 0     | 0     | 0        | 0        | 0        | 0     | 0     | 0     | 0        | 0     | 0     | 1     | 0     | 0     | 9     | 0        | .000  | .083     | .000     | .083  |

### 年度別守備成績
| 年 度 | 球 団    | 外野  | 外野  | 外野  | 外野  | 外野  | 外野     |
| 年 度 | 球 団    | 試 合 | 刺 殺 | 補 殺 | 失 策 | 併 殺 | 守 備 率 |
| ----- | -------- | ----- | ----- | ----- | ----- | ----- | -------- |
| 2017  | 日本ハム | 3     | 4     | 0     | 1     | 0     | .800     |
| 通算  | 通算     | 3     | 4     | 0     | 1     | 0     | .800     |

### 記録
- 初出場：2017年4月11日、対福岡ソフトバンクホークス1回戦（札幌ドーム）、7回裏に大野奨太の代打として出場
- 初打席：同上、7回裏に千賀滉大から空振り三振
- 初先発出場：2017年4月12日、対福岡ソフトバンクホークス2回戦（札幌ドーム）、8番・左翼手として先発出場

### 背番号
- 44 （2017年 - 2019年）